# Glana Rupes
La Glana Rupes è una struttura geologica della superficie di 21 Lutetia.